# Список оперативных групп гвардейских миномётных частей РККА
- Основная статья: ГМЧ

Оперативные группы Гвардейских миномётных частей (ОГ ГМЧ) фронтов были созданы в сентябре 1941 года, для лучшего управления и снабжения ГМЧ КА. А в ноябре-декабре 1941 года были созданы и армейские оперативные группы (АОГ ГМЧ КА). Приказом НКО СССР от 2.08.1944 года в августе 1944 года все ОГ ГМЧ были расформированы, а вместо должности начальника ОГ ГМЧ фронтов, была введена должность замком УКАРТ по ГМЧ фронтов / армий.

## Оперативные группы Гвардейских миномётных частей
| Формирование | Командиры | Состав, дата формирования |
| --- | --- | --- |
| Южная оперативная группа миномётных частей СВГК при Южном фронте                                                            | Командир Южной ОГ м/ч СВГК при ЮжнФ Герой Советского Союза майор / подполковник Воеводин Леонид Михайлович (до 6.1942, затем Нач. ОГ ГМЧ БрянФ), полковник Нестеренко Алексей Иванович (с 6.1942 — 2.08.1942, затем Нач. ОГ ГМЧ ЧГВ СКФ); члены ВС: полк. / бриг.комиссар Лапаев П. А. (с 1941), полк. ком. Дрожжин М. И., полк. ком. Ломаковский И. Н.; зам.нач.штаба майор Осмаловский Георгий Владимирович (с 9.1941, в 1942 — Нач. штаба ОГ, в янв. 1942 — и. о. ком-ра ОГ ГМЧ, в 9.1942 — НШ ОГ ГМЧ ЧГВ ЗакФ); пнш майор Русанов Владимир Васильевич (1942, с 9.1942 — НШ ОГ ГМЧ ДонФ); ст. пом. нач опер.отд. майор Якушев Михаил Алексеевич (с 1941, в 1943 — НШ 49 ГМП); | 903 Полевая почта (п/п) ОГ ГМЧ ЮжнФ — нач-к ст. л-т Украинцев Андрей Яковлевич (с 9.1941, затем — СКФ, ЗакФ, БрянФ, 2 ПрибФ); Сформирована 15.09.1941 в г. Сталино (ныне Донецк) — Постановление ГКО № 643сс от 08.09.1941; В Действующей армии с 6.09.1941 до 29.07.1942 — расформирована, а войска вошли в состав Северо-Кавказского фронта (Приказ СВГК КА от 28.07.1942), а Южная ОГ м/ч переформирована в ОГ ГМЧ ЧГВ СКФ; Состав: огмд ГМЧ ЮжнФ (к-н Небоженко Т. Н. (с 9.1941)), 14 огмд (м), 48, 101,334 огмд, 2,3 ТГМП, 4, 5, 7, 8, 18, 25, 43, 47, 48, 49, 51, 67, 76, 80, 83, 88, 89, 90, 92 ГМП; |
| Оперативная группа гвардейских миномётных частей Южного фронта                                                              | Начальник ОГ ГМЧ ЮжнФ генерал-майор артиллерии Зубанов Александр Дмитриевич (с 9.1942, убит 6.07.1943), генерал-майор арт. Тверецкий Александр Фёдорович (с 7.1943. затем Нач. ОГ ГМЧ 4 УкрФ); члены ВС: полковник Киселев Александр Куприянович (с 12.1942), (врио) полковник Радченко Иван Никифорович (9.1943); нач.штаба ОГ ГМЧ подполковник Василевич Роман Романович (с 11.1942 — 1943, с 8.1943 — Нач-к 1-й АОГ ГМЧ ЮжФ), подполковник Плешаков Павел Тимофеевич (с 3.1943, затем НШ ОГ ГМЧ 4 УкрФ); пнш майор Сокаленко Иван Федорович (с 8.1942), майор Хейнсон Михаил Исакович (2.1943); | Фронт (2-е формирование) сформирован 31.12.1942 на базе расформированного Сталинградского фронта, 20.10.1943 — переименован в 4-й Украинский фронт; Начальник 1-й АОГ ГМЧ ЮжнФ (51 А) Герой Советского Союза полковник Карсанов Казбек Дрисович (с 1942), полковник Василевич Роман Романович (8.1943, в 1944 — Нач-к 1-й АОГ ГМЧ ОПА, 4 УкрФ), (п/п Юфа, п/п Тихонов); ст.пом НШ 1-й АОГ ГМЧ ЮжнФ капитан / майор Усенков Михаил Григорьевич (с 12.1942, в 1945 — слушатель Академии); Состав: 409 огмд (к-н Колупаев), 4, 23, 80 ГМП; |
| Северо-Западная оперативная группа миномётных частей СВГК при Северо-Западном фронте                                        | Нач-к ОГ ГМЧ СЗФ подполковник / полковник Кулешов Павел Николаевич (до 4.1942, затем Нач. ОГ ГМЧ ВолФ), генерал-майор арт. Бажанов Юрий Павлович (с (3.) 8.1942, затем — ком. арт. 39 А); нач.штаба ОГ ГМЧ СЗФ майор Тверецкий Александр Фёдорович (с 9.1941 до 3.1942, затем Нач-к 3-й АОГ ГМЧ СЗФ), полковник Яровой, Алексей Поликарпович (до 11.1942, затем Нач. ОГ ГМЧ ВорФ), подполковник / полковник Фомин Николай Алексеевич (с 11.1942, затем НШ ОГ ГМЧ 3 ПрибФ); ст. ПНШ майор Майоров Михаил Александрович (1942), майор Клячкин Лазарь Иосифович (с 3.1942, затем Нач. АОГ ГМЧ СЗФ 1 Уд. А); пнш майор Швецов Александр Иванович (8.1943, в 1944 — нач. опер.отд.3 ПрибФ); член ВС ОГ ГМЧ СЗФ бриг. ком. / полковник Должиков Гавриил Степанович (с 9.1941), полк. ком-р Зубов (10.1941), полк. ком-р Абрамов (10.1941); | Сформирована 12.09.1941 в г. Торжок — Постановление ГКО № 648сс от 09.09.1941; 15.03.1942 — СЗ ОГ м/ч СВГК переформирована в ОГ ГМЧ СЗФ по штату 02/164; 20.11.1943 — расформирована; Нач-к армейской ОГ ГМЧ СЗФ подполковник Гражданкин Виктор Иванович (с 12.1941 по 7.1942, затем ком-р 2-й уч. бр-ды), полковник Юсупов Барий Абдуллович(по 1.1942, тяж. ранен, с 8.1944 — ком-р 2-й УГМБр ГМЧ); Нач-к ОГ ГМЧ 1 УА СЗФ подполковник Виниченко Степан Иванович (1.1943, в 1943 — Нач-к 2-й АОГ ГМЧ СЗФ, с 5.1943 — Нач-к 2-й АОГ ГМЧ ЗапФ); Нач-к 3-й АОГ ГМЧ СЗФ подполковник / полковник Тверецкий Александр Федорович (с 3.1942, с 26.11.1942 — ком-р 2 ТГМД), полковник Шубный М. Е. (34 А) (с 5.1943), полковник Кочетков Яков Артемьевич (3.1943, с 5.1943 — замком ОГ ГМЧ БрянФ); нач.штаба 3 АОГ 34 А капитан / майор Тюлин Георгий Александрович (с 7.1942, с 10.1943 — НШ АОГ ГМЧ 2-го ПрибФ); пнш майор Макаров Николай Макарович (с 8.12.1941); Нач-к группы ГМЧ 1 Уд. А майор / подполковник Клячкин Лазарь Иосифович (с 1.7.1942, с 1.1943 — Нач-к курсов мл. л-тов ГМЧ СЗФ, с 11.1944 — замком 30 ГМБр), п/п Виниченко С. И. (с 1.1.1943, затем Нач. 2-й АОГ); Нач-к ОГ (группа д-нов) ГМЧ 27 А подполковник Мартынов Георгий Иванович (8.1942, одновременно ком-р 27 ГМП); Нач-к ОГ ГМЧ при 22 А майор Дорохов С. Д. (4.1943); зам.нач. ОГ ГМЧ при 22 А майор Озерный Д. Н. (4.1943); Военком — ст. бат. ком. Кусков (1942); Нач-к группы ГМЧ 34 А — ком-р 39 ГМП Герой Советского Союза подполковник П. В. Шутов (6 −10.1942); военком группы ГМЧ 34 А — военком 39 ГМП ст. бат. комиссар Шаинский (9.1942); Состав (1942—1943): 2, 8, 9,13,21 ГМБр, 16, 30, 33, 43, 46, 82 (м-р Залявин И.И),106, 230 огмд, 3, 5, 15, 22, 23, 24, 26, 27, 39, 70, 79, 95, 96, 307 и 316 ГМП — к-р майор Хлопенко А. Е. (с 15.02.1943 по 14.03.1943); |
| Оперативная группа гвардейских миномётных частей Брянского фронта                                                           | 1-е формирование — Нач-к ОГ ГМЧ БрянФ полковник Скугаревский Федор Николаевич (9 — 11.1941, затем Нач. ОГ ГМЧ КалФ); 2-е формирование — Нач-к ОГ ГМЧ БрянФ Герой Советского Союза полковник / генерал-майор арт. Воеводин Леонид Михайлович (с 3. 1943, затем Нач. ОГ ГМЧ ВолФ), Нач-к ОГ ГМЧ БрянФ полковник Вознюк Василий Иванович (с 15.05.1942, с 7.1942 — Нач ОГ ГМЧ ВорФ); нач.штаба ОГ ГМЧ БрянФ подполковник Матыгин Дмитрий Евдокимович (1942, с 7.1942 — НШ ОГ ГМЧ ВорФ); Член ВС полковник Володченков (3.1943); 3-е формирование — генерал-майор / генерал-лейтенант арт. Нестеренко Алексей Иванович (с 6.1943, затем Нач. ОГ ГМЧ ПрибФ), (п. Бардин); зам. нач. ОГ по с/ч полковник Кочетков Яков Артемьевич (с 5.1943, в 1944 — замком 10 А по ГМЧ); член ВС гв. полковник Ломаковский Иван Никифорович (8.1943); Нач.штаба ОГ ГМЧ подполковник Задорин Виталий Иванович (с 1943, с 10.1943 — НШ ОГ ГМЧ ПрибФ); помнач. опер. отд. штаба ОГ ГМЧ БрянФ капитан Шарков Владимир Семенович (7.1943, в 7.1943 — врио ком-ра 3-й АОГ ГМЧ БрянФ, в 1944 — ком-р 324 огмд, в 1945 — НШ 42 ГМП); замнач. по снаб. подполковник Евсюков Иван Андреевич (8.1943); | Сформирована 12.09.1941 в г. Курск — Постановление ГКО № 659сс от 11.09.1941; 1-е формирование — В Действующей армии 26.09.1941 — 10.11.1941 — переформирована в ОГ ГМЧ КалФ; 2-е формирование — с 24.12.1941, в 7.1942 часть ГМЧ переформирована в ОГ ГМЧ ВорФ, ОГ ГМЧ БрянФ (2-е фор.) — расформирована 12.03.1943, а фронт переименован в Резервный фронт (2-го формирования); 3-е формирование — с 28.03.1943 по 10.10.1943 — расформирован, часть войск вошли в Центральный фронт, а часть — на формирование Прибалтийского фронта; ОГ ГМЧ БрянФ сформирована по штату 02/164 15.05.1942 — Постановление ГОКО № 1713сс от 8.05.1942 и Приказа СВГК КА № 0086 от 8.05.1942; ОГ ГМЧ БрянФ переформирована в ОГ ГМЧ ПрибФ; Состав: 2, 3 ГМД, 8, 17,19, 26 ГМБр, 40, 59, 85, 90, 93, 310, 311, 312, 313 ГМП, 10 огмдн; Начальник штаба АОГ ГМЧ (50 А) БрянФ — майор Смирнов Николай Александрович (9.1943, в авг. 1943 — нач опер.отд. ОГ ГМЧ БрянФ, с 6.1944 — ком-р 26 ГМП); Нач-к группы РС (М-30) (50 А, 63 А) БрянФ (40,85,90,93, 310, 311 ,312 ГМП) — полковник Сердобольский Константин Григорьевич (7- 9.1943, одновременно ком-р 93 ГМП); Командующий 1-й Арм. ОГ (61 А) подполковник Ковчур (одновременно ком-р 310 ГМП); |
| Юго-Западная оперативная группа миномётных частей СВГК при Юго-Западном фронте                                              | 1-е формирование — Командующий ЮЗ ОГ М/Ч СВГК при ЮЗФ / Начальник группы м/ч СВГК ЮЗФ полковник / генерал-майор Зубанов Александр Дмитриевич (до 12.06.1942, затем Начальник ОГ ГМЧ СталФ), полковник Дегтярев Михаил Филимонович (с 1.1942); член ВС группы полковой комиссар Жуков Федор Никифорович (с 1942); член ВС группы бат.комиссар Киселев Александр Куприянович (с 20.10. 1941); Нач.штаба группы м/ч СВГК ЮЗФ майор / подполковник / полковник Вознюк Василий Иванович (с 9.1941, в 10.1942 — Нач. ОГ ГМЧ ЮЗФ, затем Нач. ОГ ГМЧ БрянФ), подполковник Болховских Евгений Александрович (убит 16.05.1942), майор Василевич Роман Романович (9.1942, с 11.1942 — НШ ОГ ГМЧ ЮжнФ); член ВС группы м/ч СВГК ЮЗФ ст.бат.ком. Порошин Василий Петрович (1942); ст. ПНШ опергруппы м/ч СВГК ЮЗФ капитан Пешков Алексей Игнатьевич (в 10.1941— ком-р 7 ГМП) — впервые применил в ночных условиях «Кочующие установки», капитан / майор / подполковник Болховских Евгений Александрович (с 10.1941, в 1942 — НШ ОГ ГМЧ, убит — 16.05.1942); пнш капитан / майор Павлов Ю. А. (с 11.1942 по 3.1943, затем НШ 100 ГМП); | 1-е формирование — Группа сформирована 16.09.1941 в г. Харьков — Постановление ГКО № 672сс от 14.09.1941; ЮЗ ОГ м/ч СВГК в 1942 переименована в ОГ ГМЧ ЮЗФ, упразднена — 12.07.1942; Состав: 77, 110, 309 огмд, 4,5,7,18,19,23,35, 45,51,55, 58, 75, 79, 83, 86, 87, 100, 301 ГМП; Начальник АОГ ГМЧ 5 ТА ЮЗФ (М-30) подполковник Еременко Владимир Федорович (с 11.1942); Начальник АОГ ГМЧ ЮЗФ (1 гв. А,12 А, 3 гв. А) полковник Кондратенко Семен Тимофеевич (7(10.)1943, с 1944 — ком-р 19 ГМБр); Начальник АОГ ГМЧ ЮЗФ подполковник Панов Максим Петрович (2.1943); |
| Оперативная группа гвардейских миномётных частей Юго-Западного фронта                                                       | 2-е формирование — Начальник ОГ ГМЧ СВГК ЮЗФ полковник / генерал-майор / генерал-лейтенант арт. (9.1943) Вознюк Василий Иванович (с сен. 1942 до 2.1943 и с лета 1943, с 20.10.1943 — Нач. ОГ ГМЧ 3 УкрФ), генерал-майор артиллерии Рыбинский Иван Дмитриевич (с фев до лета 1943); Нач.штаба подполковник / полковник Московцев Александр Алексеевич (с 11.1942, затем НШ ОГ ГМЧ 3 УкрФ); ст ПНШ майор Низков Алексей Михайлович (11.1942, затем НШ 1 АОГ ГМЧ), нач. 2-го отд. штаба майор Павлов Юрий Андреевич (с 11.1942, в 10.1943 — НШ 100 ГМП); член ВС — полк. / бриг.комиссар Жуков Федор Никифорович (с 1942), полк. ком. Киселев Александр Куприянович (с 20.10.1941), ст. бат. комиссар / полковник Порошин Василий Петрович; нач.опер.отд.штаба майор Фоменко Григорий Ксенофонтович (1944); | Фронт создан 22.06.1941, упразднен 12.07.1942 — 1-е формирование; 2-е формирование — создан 25.10.1942, 20.10.1943 — переименован в 3-й Украинский фронт; Начальник 1-й армейской ОГ ГМЧ 1 гв. А, 3 гв. А ЮЗФ полковник Кондратенко Семен Тимофеевич (6 — 10.1943); нач.штаба АОГ майор Низков Алексей Михайлович (в 11.1942 — ком-р ТГМП, с 10.1943 — НШ АОГ 3 УкрФ), майор Климовский (6.1943); пнш АОГ при 3 гв. А капитан Сталин Март Александрович (6.1943, затем в 3 УкрФ); Нач-к 2-й АОГ ГМЧ ЮЗФ (5 ТА) подполковник / полковник Еременко Владимир Федорович (11.1942, с 12.1942 — Нач. АОГ ГМЧ при 3 гв. А ЮЗФ, с 1944 — ком-р 33 ГМБр); Нач-к АОГ ГМЧ ЮЗФ (6 А, 8 гв. А) подполковник / полковник Панов Максим Петрович (с 5. 1943 - 10.1943); Нач. штаба АОГ ГМЧ СВГК при 6 А гв. майор Павлов (5.1943); Нач. штаба АОГ ГМЧ при 8 гв. А — майор Лупанов Михаил Антонович (одновременно НШ 45 ГМП); Нач-к АОГ ГМЧ ЮЗФ / 3 УкрФ подполковник Катков Дмитрий Иванович (8.1943 — 5.1944); Нач. штаба АОГ ГМЧ ЮЗФ / 3 УкрФ майор Низков Алексей Михайлович (3.1944); ст. пнш АОГ ЮЗФ / 3 УкрФ ст. л-т Голяницкий А. А. (3.1944, в 1945 — ком-р 1-го д-на 28 ГМБр); Нач-к 1-й группы дивизионов М-30/ ТГМД-1 (5 ТА) капитан Финенко Матвей Семенович (11.1942 (ком-р 508 огмд)) — 76, 517 огмд; Нач-к 2-й группы дивизионов М-30 — капитан Тараненко Афанасий Васильевич (11.1942 (ком-р 519 огмд)) — 77 огмд (м-р Дьяченко Матвей Митрофанович); Нач-к 3-й группы д-нов М-30 — майор Пилов Иван Данилович (11.1942, (ком-р 520 огмд), с 11.1943 — ком-р 315 д-на 65 ГМП) — 522 огмд; Состав: огмдн ЮЗФ (к-р Сторожко), 9, 75, 76, 77, 87, 115, 307, 406, 407, 507, 508, 517, 518, 519, 520, 521, 522 огмдн, 5, 35, 45, 58, 75, 85, 87,100, 301, 302, 303 ГМП, 6 ГМД;                                                                                 |
| Ленинградская оперативная группа миномётных частей СВГК при Ленинградском фронте                                            | Начальник ЛОГ М/Ч СВГК при ЛенФ полковник Дегтярев Михаил Филимонович (с 20.09.41 до 1.1942, затем переведен Нач. ОГ ГМЧ ЮЗФ); Нач.штаба майор Юсупов Барий Абдуллович (с 9 по 12.1941, затем НШ ОГ ГМЧ ЗапФ); член ВС — бриг. ком. Шумилин Евгений Федорович; | Сформирована в г. Череповец — Постановление ГКО № 693сс от 20.09.1941; Группа сформирована в сен. 1941, в ноябре 1941 переформирована в ОГ ГМЧ ЗапФ — Приказ НКО № 0431 от 17.11.1941; |
| Оперативная группа гвардейских миномётных частей Ленинградского фронта                                                      | Начальник ОГ ГМЧ ЛенФ генерал-майор / генерал-лейтенант артиллерии Васильев Степан Васильевич (с янв. 1943 до 4.1944, затем зам ком. арт. ЛенФ / 4 УкрФ по ГМЧ); нач.штаба ОГ ГМЧ ЛенФ полковник Бардин Сергей Александрович (6.1944, затем — зам НШ арт. по ГМЧ ЛенФ); член ВС ОГ ГМЧ подполковник / полковник Пашнин Петр Иванович; зам.нач. ОГ ГМЧ ЛФ полковник Романов Алексей Иосифович (в 11.1944 — замком арт. по ГМЧ 21 А); | Группа сформирована в январе 1943; В Действующей армии с 4.01.1943 по 31.08.1944 — расформирована; Состав: 18,20,30,38,318,320,321,322 ГМП, 5 ГМБр, 1 ГМД; Два д-на М-28 (рамы на 4 РС) — сформированы в 7.1942, для боевого применения новых снарядов (Приказ ком-го ЛенФ г-л Говорова), первый залп — 20.07.1942, последний — 12.01.1943; Нач. ОГ ГМЧ 2 Уд. А ЛенФ полковник Романов Алексей Иосифович (1.1944, затем замнач ОГ ГМЧ ЛенФ); 1-й пнш ОГ ГМЧ 2 Уд. А капитан Кудрявцев М. В. (1.1944, с 9.1944 — пнш по исп. ГМЧ ЛенФ); Командир Невской группы ГМЧ подполковник Лобанов Николай Михайлович — ком-р 38 ГМП (9.1942); Военком — бат. ком. Храбров (1942); ком-р штабной батареи капитан Королев (1944); |
| Оперативная группа гвардейских миномётных частей Западного фронта                                                           | Начальник ОГ ГМЧ ЗапФ полковник Дегтярев Михаил Филимонович (с 10.1941 по 25.11.1941, затем Нач. ОГ ГМЧ ЛенФ), Герой Советского Союза майор / подполковник / генерал-майор артиллерии Ниловский Сергей Фёдорович (с 25.11.1941 (и с 15.03.1942), с 10.11.1941 (с окт.) по 25.11.41 — заместитель, с 4.1944 — Нач. ОГ ГМЧ 3-го БелФ); зам. нач.по с/ч ОГ ГМЧ ЗФ майор Ниловский С. Ф. (с 10.11.1941, затем Нач-к ОГ ), подполковник Кульков Николай Андреевич (с 8.1943 по 1944, с 30.08.1943 до 20.11.1943 — ком-р 24 ГМБр, затем замком по снаб. 3 БелФ); Член ВС див. / бриг. комиссар / полковник / генерал-майор Шумилин Евгений Федорович (с 1941); Член ВС ЗапФ Булганин Н. А. (11.1941); Нач. штаба ОГ ГМЧ ЗапФ капитан Вашурин Николай Иванович (1941, затем ком-р 250 огмд 39 ГМП), майор / подполковник Юсупов Барий Абдуллович (11 — 12.1941, затем — Нач-к АОГ ГМЧ СЗФ), капитан / майор / подполковник / полковник Апрелкин Иван Александрович (врид с 11.1941, с 9.12.1941 до 25.12.1941, до 12.1941 — нач. опер. отд. штаба и ком-р 9 ГМП и 11 ГМП (1-е ф.), в 1942 — ком-р 24 ГМП), майор Кулыгин (с 26.12.1941), подполковник Чиликин Николай Дмитриевич (с 3.1942, с 8.1942 по 1.1943 — за Нач ОГ ГМЧ ЗапФ); пнш капитан Катков Дмитрий Иванович (1941, в 12.1941- нач.опер.отд.штаба, в 1942 — ком-р 87 ГМП), капитан Моисеенко Иван Михайлович (с 7.1942, с 8.1943 — ком-р 25 огмд 54 ГМП); | Фронт сформирован 22.06.1941 из Западного особого военного округа, расформирован 24.04.1944 путем переименования в 3-й Белорусский фронт; ОГ ГМЧ ЗапФ создана путем переформирования ОГ ГМЧ ЛенФ (1-е фор.); В Действующей армии 17.11.1941 по 31.08.1944; Состав (на фев. 1942): 1-я АОГ ГМЧ ЗФ; 2-я АОГ ГМЧ ЗФ; 3-я АОГ ГМЧ ЗФ; Состав: 1,2,3,5,7,8,11,12,15,17,19,21,22, 23,24, 26, 28, 31, 32, 34, 35, 36,40, 41, 506 огмдн, 9, 11 (1-е ф.),14 ГМП; Командир группы всех средств РС-31 (М-30 и М-13) /14 д-нов / — подполковник Чиликин Николай Дмитриевич (с 25.07.1942 — 6.08.1942, в 4.1943 — ком-р группы РС-16); Ком-р подгруппы див-ов М-30 ОГ ГМЧ (5,20,31 А) ЗапФ — майор Черномаз Николай Васильевич (с 4.08.1942 по 19.12.1942, в 1943 — НШ 14 ГМБр); Командир подгруппы дивизионов РС М-30 (251 сд 31 А) ЗапФ — майор Козин Александр Иванович — ком-р 28 огмдн (6.1943, в 12.1943 — НШ 25 ГМБр); Командир группы РС при 16 А (348 огмд, 54, 59, 60 ГМП) — подполковник Небоженко Тихон Никитович (4.1943 (ком-р 54 ГМП), с 7.1943 — ком-р 25 ГМБр); Командир группы дивизионов РС М-30 31 А (69,70,503,504 огмд) — капитан Ефимов Геннадий Сергеевич (с 8.1942, с 8.1943 — НШ 21 ГМБр); нач-к ОГ ГМЧ при 30 А капитан Чапрак (ком-р 87 огмд, 9.1942); военком при 30 А — ст. п-к Головин (9.1942); ком-р подгруппы РС-13 33 А майор Артемьев (8.1942); военком — Андреев М. (8.1942); ком-р отдельной группы — капитан Новиков ((ком-р 89 огмд) 6.1942); военком — политрук Таран (6.1942); ком-р 286 огмд (М-13) (оперативно входил в состав 54 ГМП (8.1942)) капитан / майор Тестин Александр Алексеевич (с 1942); 40 огмд — майор / подполковник Шлыков Николай Максимович (8.1943, в 1944 — ноо ОГ ГМЧ 3 БелФ, в 1945 — нач. по исп. ГМЧ 28 А);                                                                                       |
| Оперативная группа гвардейских отдельных миномётных дивизионов Западного фронта                                             | Начальник ОГ ГОМД ЗапФ подполковник Дегтярёв Михаил Иванович (с 10.1941, одновременно — ком-р 15 ГМП, с 1.1942 — Нач. 1-й АОГ ГМЧ ЗапФ); нач.штаба ОГ ГОМД ЗФ майор Коротченко Петр Илларионович (затем — НШ 1-й АОГ ГМЧ ЗапФ), майор Кулыгин (11.1941); 1-й ПНШ ОГ ГОМД майор Середняк Федор Яковлевич (с 10.1941, с 12.1941 — ком-р 8 огмд, с 1943 — ком-р 1 ГМП); пнш ст. л-т Барилов Ефим Самуилович (с 11.1941, в 12.1941 — в штабе ГМЧ БрянФ, попал без вести — 1.01.1942); воен.ком. ОГ ГОМД ЗФ — батал. комиссар Губарь Михаил Иванович (12.1941); | Группа сформирована в октябре 1941 из огмд ЗапФ, в январе 1942 на базе управления 15 ГМП переформирована в 1-ю АОГ ГМЧ ЗапФ; В составе 1-го гв. кав. корпуса, 50 А (11.1941); Состав: 1 огмд (к-н Коржев Гавриил Кириллович, пропал без вести в 12.1941), 2 огмд (м-р Козлов И. А. с 10.1941 по 1.1942, затем нач. опер. отд. ОГ ГМЧ), ст. л-т Франченко (к-р 34 огмд, 11.1941), 4, 8, 11 (к-н Штоколов Ф. А.),12, 16, 23, 32, 34. 35 огмд,15 ГМП; |
| 1-я армейская оперативная группа гвардейских миномётных частей Западного фронта                                             | Начальник 1-й АОГ ГМЧ ЗапФ подполковник Дегтярёв Михаил Иванович (с 1.1942, с (апр) 28.1.1942 — Нач. ОГ ГМЧ КрымФ), полковник Кочетков Яков Артемьевич (1943); нач. штаба майор Коротченко Петр Илларионович (с 1.1942, с 4.1942 — НШ ОГ ГМЧ КрымФ); военком ст. бат. ком. Губарь М. И. (с 1.1942); | Сформирована в 1.1942 на базе ОГ ГОМД ЗапФ, переформирована в ОГ ГМЧ КрымФ (6 (28).01.1942) — 4.04.1942); В составе: 34-я армия (1943); Состав: 8, 20, 28, 41 огмд (к-н Кульков), 22 ГМП; |
| 2-я армейская оперативная группа гвардейских миномётных частей Западного фронта                                             | Начальник 2-й АОГ ГМЧ ЗапФ подполковник / полковник Шамшин Иван Андреевич (с 10.1941 до 8.1942, в 11.1941 — нач. ОГ ОГМД 49 А, затем Нач. ОГ ГМЧ ДонФ), подполковник Пуховкин Виктор Александрович (8.1942 — 7.1943, затем ком-р 14 ГМБр), майор Науменко М. И. (с 2.1943, с 1.1944 — ком-р 95 ГМП), подполковник / полковник Виниченко Степан Иванович (с 10.05.1943, затем — замнач ОГ ГМЧ 3 БелФ); Нач.штаба 2-й АОГ ГМЧ: капитан / майор Помукчинский Иван Федосеевич (с 25.09.1941, убит 15.01.1942), капитан Федоров Павел Александрович (1942, с 1943 — ком-р 307 ГМП), майор Науменко Михаил Иванович (1943, с 2.1943 — Нач. 2-й АОГ ГМЧ ЗапФ); пнш капитан Карандашев Василий Петрович (с 4.1942, с 9.1942 — ст. пнш ОГ ГМЧ ДонФ), капитан Михайлов Константин Кириллович (2.1943, в 1944 — ком-р 28 огмд), капитан Селезнев Петр Иванович (12.1942, затем — ком-р 3-го д-на 32 ГМБр); военком — бат. / полков.комиссар Мельников Павел Алексеевич (с 1941, в 1944 — замполит 1 ГМД); | В составе: 49 А (11.1941), 5 А, 20 А (12.1941), 50 А (5 — 7.1942), 11 гв. А (8.1943); Состав: 2, 4, 20, 21, 23, 34, 36, 69 огмдн, 9,40,59,74,307 и 325 ГМП и 24,25 ГМБр М-30 (с 10.05.1943); |
| 3-я армейская оперативная группа гвардейских миномётных частей Западного фронта                                             | Начальник 3-й АОГ ГМЧ ЗапФ полковник Юсупов Барий Абдуллович (с 1941, затем Нач. АОГ ГМЧ СЗФ); военком бат. комиссар Кусков Николай Ипполитович (с 1941); | В составе: 16 А (с 10.1941), 31 А, 33 А (1942); Состав: 2, 3 (к-н Лаптев), 5, 7, 8, 11, 15, 17, 70 огмдн, 13, 14 ГМП; ком-р группы ОГМД майор Горохов М. П. (с 15.11.1941 — 3.12.1941); |
| Оперативная группа гвардейских миномётных частей Калининского фронта                                                        | Начальник ОГ ГМЧ СВГК КалФ полковник Скугаревский Федор Николаевич (с 11.1941), полковник / генерал-майор арт. Сибирцев Виталий Дмитриевич (с 15.05.1942 — убит 15.12.1943); Нач.штаба ОГ ГМЧ СВГК КалФ майор Крюков Дмитрий Алексеевич (до 5.1942, затем — ком-р 16 ГМП), подполковник Фирсов Евгений Александрович (1942, с (15.02.) 6.1943 — ком-р 5 ГМД), подполковник Вожжов Евгений Никитович (с 6.1943); ст. ПНШ майор / подполковник Мухачев Яков Иванович (с 12.1941, в 8.1942 — НШ ОГ, с 7. 1942 — ком-р группы (4-х и 10 д-нов) М-30), капитан Шепель Степан Сергеевич (8.1942, в 1944 — замком 39 ГМП); Член ВС полк./ бриг.комиссар Абрамов Александр Алексеевич (8-11.1942); нач. отд. снаб.- инженер-майор Белецкий Максим Лаврентьевич (1942); | Фронт образован 19.10.1941, а 20.10.1943 — переименован в 1-й Прибалтийский фронт; ОГ ГМЧ КалФ переформирована из ОГ ГМЧ БрянФ (1-е формирование); Состав: 32, 38,47, 89, 92, 93, 100, 103, 106, 107, 205, 216, 218, 240, 292, 545, 546, 548, 550, 554 огмдн, 11, 16, 17, 40, 61, 68, 69, 77 ГМП (1942), 20 ГМБр (1943); Нач-к ОГ ГМЧ 39 / Начальник 1-й Арм. ОГ ГМЧ КалФ полковник Гражданкин Виктор Иванович (до 26.11.1942, затем ком-р 1 ГМД), полковник Васильев Степан Васильевич (4-8.1942, с 1.1943 — Нач ОГ ГМЧ ЛенФ), полковник Макаров Александр Леонтьевич (11-12.1942, с 1.1944 — ком-р 6 ГМД), полковник Апрелкин Иван Александрович (2.1943, с 1.1944 — ком-р 2 ГМД), подполковник Бегосинский Михаил Михайлович (1943); Нач. штаба АОГ ГМЧ КалФ капитан / майор Мартышко Яков Иванович (с 11.1942); майор Дорохов Степан Дмитриевич (в 1.1943); Нач.штаба 1-й АОГ ГМЧ майор Ганюшкин Александр Федорович (в 1942 при 3 Уд. А, в 4.1942 — за комиссара АОГ, затем ком-р 315 ГМП); ПНШ 1-й АОГ ГМЧ КФ капитан Лебедев Василий Николаевич (6.1942, в 1943 врио ком-р 34 ГМП); Военком АОГ ГМЧ КалФ — бат. комиссар Черкасов (1942); ком-р группы д-нов М-30 — майор Мухачёв Яков Иванович (до 12.1942, затем нач. штаба АОГ 3 Уд. А, с 8.1943 — НШ 99 ГМП); |
| Оперативная группа гвардейских миномётных частей Волховского фронта                                                         | Нач. ОГ ГМЧ ВолФ генерал-майор артиллерии Кулешов Павел Николаевич (с 3.1942, затем Нач. ОГ ГМЧ 1 ПрибФ (10.1943)), Герой Советского Союза генерал-майор / генерал-лейтенант артиллерии Воеводин Леонид Михайлович (с 6.1943); нач.штаба ОГ ГМЧ подполковник / полковник Лихута Михаил Иванович (1943, с 9.1944 — ком-р 20 ГМП); член ВС бригадный комиссар Зубов Григорий Михайлович (7.1942), член ВС полковник, полковой комиссар Зубков Сергей Николаевич (с 7.1942, погиб 14.02.1943); ст.пом нач.опер.отд. майор Толмачев Матвей Евгеньевич (с авг. 1941, в 1942 — ком-р 72 ГМП), майор Фоменко Григорий Ксенофонтович (2.1943, в 1945 — нач. отд. ГМЧ 1-го ДВФ); | Фронт создан 17.12.1941 — 23.04.1942, вновь создан 9.06.1942; Расформирован — 15.02.1944; Состав (1944): 51,105, 203, 211 огмдн, 20, 21, 28, 29, 30, 31, 318, 319 ГМП, 7,10,12 ГМБр; Нач-к 2-го отделения штаба ОГ ГМЧ ВолФ капитан / майор Всеволжский Алексей Всеволодович; пом.нач.2-го отд.штаба воен.техник 2 ранга Маслов Владимир Петрович; нач.штаба 203 огмд ст. л-т Виноградов Николай Иванович (пропал без вести 27.06.1942); |
| Оперативная группа гвардейских миномётных частей Северо-Кавказского фронта                                                  | 1-е формирование — командир / начальник ОГ ГМЧ СКФ полковник Нестеренко Алексей Иванович (с 7 до 4.09.1942, затем Нач. ОГ ГМЧ ЧГВ ЗФ); член ВС группы ГМЧ СКФ полков.ком. Ломановский Иван Никифорович; ст пом опер. отд штаба майор Русанов Владимир Васильевич (тяжело ранен 19.07.1942, с 9.1942 НШ ОГ ГМЧ ДонФ); 2-е формирование — Начальник ОГ ГМЧ СКФ полковник / генерал-майор арт. Дегтярев Михаил Иванович (с 24.01.1943 по дек.1943, затем Нач. ОГ ГМЧ КрымФ), полковник Карелин Евгений Иванович (1943, затем ком-р 41 ГМБр); зам.нач. ОГ ГМЧ по снабжнию майор Сокольский Евгений Николаевич; член ВС СКФ пол.ком. Дрожжин Сергей Алексеевич (9.1942), член Воен.совета полковник Губарь Михаил Иванович (с 1942); нач. опер.отд.штаба ОГ ГМЧ майор Трофимов Константин Дмитриевич (с 4.1943, затем нач. опер. отд. ОГ ГМЧ ОПА), инженер-майор Андреев Николай Николаевич (с 9.1943); | 1-е формирование — Фронт образован 20.05.1942, 4.09.1942 — переформирован в Черноморскую группу войск Закавказского фронта; 903 П/п; 2-е формирование — с 24.01.1943, часть войск ОГ ЧГВ ЗакФ (краснодарского направления) перешли в подчинение ОГ ГМЧ (ОПА) СКФ, в 2.1943 ОГ называлась — группа спецчастей черноморской группы войск СКФ (ГСЧ ЧГВ СКФ); Состав (1-е формирование): 1-я АОГ ГМЧ — 1 ГМБр (М-30), 8,43, 44, 49,50 ГМП (М-13), 48 огмдн (М-8); 2-я АОГ ГМЧ — 25,67,85,305 ГМПм (М-13), 101 огмдн (М-8), 1, 2, 3 оггвмд, 12 огмбатр; нач. 2-го отд. ОГ ГМЧ ЧГВ ЗакФ майор Евсюков Иван Андреевич (7.1942); нач.штаба 2-го отд. техник-лейтенант Барбарчук Виктор Иванович (7.1942); ком-р подгруппы ГМЧ 56 А подполковник Захаров Андрей Андреевич (9.1943 и замком 312 ГМП); ком-р подгруппы РС майор Большаков Яков Михайлович (3.1943, НШ 305 ГМПм); |
| Сталинградская оперативная группа гвардейских миномётных частей СВГК КА                                                     | 1-е формирование — командир / Начальник ОГ ГМЧ СВГК СталФ полковник / генерал-майор арт. Зубанов Александр Дмитриевич (с 6.1942 до (9.09) 28.10.1942, затем Нач. ОГ ГМЧ ЮВФ); члены ВС: бриг. ком. Жуков (с 6.1942), полк. ком. Киселев А. К. (с 6.1942); 2-е формирование — полковник Шамшин Иван Александрович (с 5.09.1942, затем Нач ОГ ГМЧ ДонФ); член ВС бригадный комиссар Жуков Федор Никифорович, полковой комиссар Киселев Александр Куприянович (10.1942); Начальник штаба ОГ ГМЧ СВГК СТФ подполковник Василевич Роман Романович (1942); ст. пнш ОГ ГМЧ СВГК СТФ майор Архипов Василий Сергеевич (с 27.09.1942 — погиб 16.11.1942), пнш майор Леонович; | 1-е формирование — сформирована в 9.1941; В 7.1942 Стал ОГ м/ч СВГК переименована в ОГ ГМЧ СВГК СталФ, 5.09.1942 — левое крыло СталФ переименована в ОГ ГМЧ ЮВФ; 2-е формирование — сформирована по штату 02/164 — Приказ НКО СССР № 00192 от 5.09.1942, а 30.09.1942 переформирована в ОГ ГМЧ ДонФ; Состав: 1,2,4,5,18,19,21,23,47,51,56,57,58,76,79, 80,83, 84, 89, 90, 92, 93, 94 ГМП, 70,110, 206 (м-р Плешаков П. Т.), 309, 324, 510, 511,515, 516, 527, 528, 529, 530, 531, 532, 533, 534, 535, 536, 537 и 538 огмдн; Начальник 1-й Армейской ОГ ГМЧ СталФ Герой Советского Союза полковник Карсанов Казбек Дрисович (1942) (п/п Юфа,Тихонов); нач.штаба 1-й АОГ ГМЧ СталФ майор Бирюков Григорий Федорович (11.1942, затем нш 1-й АОГ ГМЧ ДонФ); военком ст. бат. ком. Вальдман; (Нач-к 2-й АОГ ГМЧ — п/п Фанталов, Цыганов); |
| Юго-Восточная оперативная группа гвардейских миномётных частей СВГК КА Юго-Восточного фронта                                | Начальник ОГ ГМЧ ЮВФ генерал-майор артиллерии Зубанов Александр Дмитриевич (до 28.09.1942, затем Нач. ОГ ГМЧ ЮжнФ (2-е фор.)); Член ВС бриг. ком. Жуков Федор Никифорович (8.1942), полк. ком. Киселев Александр Куприянович (8.1942); | Фронт сформирован 5.08.1942 из войск левого крыла Сталинградского фронта, а 28.09.1942 вновь переименован в Сталинградский фронт; ОГ ГМЧ ЮВФ сформирована 5.09.1942 путем переименования ОГ ГМЧ СталФ (1-е формирование) — Приказ НКО СССР № 00192 от 5.09.1942; Состав: 110 огмд, 2,4,5,18,47, 51,57,58,76, 83 ГМП; |
| Оперативная группа гвардейских миномётных частей Карельского фронта                                                         | Начальник ОГ ГМЧ КарФ Герой Советского Союза генерал-майор / генерал-лейтенант артиллерии Воеводин Леонид Михайлович (с 5.1942, затем — замком арт. по ГМЧ КарФ); нач.штаба полковник Лихута Михаил Иванович (с 5.1942); нач. опер. отд. штаба майор Фоменко (8.1944, в 8.1945 — нач. отд по ГМЧ 1 ДВФ); ст. пнш опер.отд. капитан Новиков Иван Иванович (с 8.1943, в 8.1945 — ст.пнш по ГМЧ 1 ДВФ); замполит ОГ ГМЧ КарФ полковник Иванов (1944); | Фронт сформирован 1.09.1941, расформирован 15.11.1944; ОГ ГМЧ КарФ была сформирована 15.05.1942 по штату № 02/164 (Постановление ГОКО № 1713сс от 8.05.1942 и Приказа СВГК КА № 0086 от 8.05.1942). расформирована — 31.08.1944; Состав: 20, 44, 46, 52, 64 ГМП, 7 ГМБр, 25 ГМБр; ст.пом. начальника 2-го отделения ОГ ГМЧ КФ инженер-капитан Вакс Матвей Яковлевич; начальник группы РС 26 А подполковник Воронов Иван Павлович (8.1943, одновременно ком-р 52 ГМП); |
| Оперативная группа гвардейских миномётных частей СВГК Закавказского фронта                                                  | Начальник ОГ ГМЧ СВГК ЗКФ* / ОГ ГМЧ СВГК ЗКФ полковник Дегтярев Михаил Иванович (с мая 1942 до 24.01.1943, затем Нач. ОГ ГМЧ СКФ (2-е ф.)); член ВС ОГ ГМЧ ЗКФ полковой комиссар Губарь Михаил Иванович; нач. 2-го Отделения штаба ОГ ГМЧ Северной группы ЗакФ — капитан Сокольский Евгений Николаевич (11.1942); | Фронт образован 23.08.1941 — 1-е формирование, на базе Закавказского военного округа, переименован 30.12.1941 в Кавказский фронт; 2-е формирование — с мая 1942 до 8.1945; *) — С 5.1942 по 11.1942 ОГ ГМЧ называлась Северная группа войск ЗакФ (ОГ ГМЧ СГВ ЗКФ); ОГ ГМЧ ЗакФ расформирована — 31.08.1944 — Приказ НКО СССР от 2.08.1944; Состав (11.1942): 52 огмд (1-е ф.) (к-р капитан Мигрин), 43, 44, 49, 50 ГМП; |
| Оперативная группа гвардейских миномётных частей Крымского фронта / Отдельной Приморской армии                              | Начальник ОГ ГМЧ СВГК КрымФ*/ ОПА полковник / генерал-майор арт. Дегтярев Михаил Иванович (с 15.05.1942 (с 12.1943), с 7.1944 — Нач. ОГ ГМЧ 2 БелФ); зам.нач ОГ ГМЧ ОПА по снабжению подполковник Сокольский Евгений Николаевич (4.1944); Нач.штаба ОГ ГМЧ КрымФ майор Коротченко Петр Илларионович (пропал без вести в апреле-мае 1942); член ВС ОГ ГМЧ КрымФ / ОПА полковой комиссар / полковник Губарь Михаил Иванович, член ВС — див. комиссар Дегтярев (4.1942); Нач.штаба ОГ ГМЧ ОПА подполковник Захаров Дмитрий Прокофьевич (1944, в 7.1944 — НШ ОГ ГМЧ 2 БелФ); нач.опер.отд. ОГ ГМЧ ОПА подполковник Трофимов Константин Дмитриевич (1944, затем в ОГ ГМЧ 2 БелФ); пом. нач. опер. отд. капитан Маракулин Алексей Константинович (с 12.1943); | Фронт сформирован 28.01.1942, расформирован 19.05.1942; Опер.группа ГМЧ КрымФ сформирована 4.04.1942 на базе 1-й АОГ ГМЧ ЗапФ, 15.05.1942 сформирована по штату 02/164 (Постановление ГОКО № 1713сс от 8.05.1942 и Приказа СВГК КА № 0086 от 8.05.1942); *) — 20.05.1942 ОГ ГМЧ КрымФ переименована в ОГ ГМЧ Отдельной Приморской Армии (ОГ ГМЧ ОПА), затем включена в состав 4-го УкрФ, как ОГ ГМЧ ПА 4 УкрФ (с 18 апреля до 16 мая 1944, затем опять ОГ ГМЧ ОПА), расформирована — 31.08.1944; Состав:1,2,3 оггвмдн, 223 огмдн, 4, 8, 19, 21, 23, 25, 44, 49, 50, 67 ГМП, 1, 13, 31 ГМБр; Нач-к 1-й АОГ ГМЧ ПА 4 УкрФ полковник Василевич Роман Романович (4.1944); Отдельная подгруппа ГМЧ Приморской Армии 4 УкрФ — подполковник Китовчев Алексей Михайлович (ком-р 44 ГМП) (1,2,3,оггвмд,8,44,49,50 ГМП) (5.1944); |
| Оперативная группа гвардейских миномётных частей Черноморской группы войск Северо-Кавказского фронта / Закавказского фронта | Командующий ГМЧ ЧГВ СКФ / Начальник ОГ ГМЧ Черноморской группы войск ЗакФ полковник / генерал-майор Нестеренко Алексей Иванович (с 9.1942 до 3.1943, с 7.1943 — Нач. ОГ ГМЧ БрянФ); нач.штаба ОГ ГМЧ ЧГВ ЗФ подполковник Осмоловский Георгий Владимирович (с 09.1942); ст. пом. опер. отд. штаба майор Русанов Владимир Васильевич (до 19.07.1942, с 9.1942 — НШ ОГ ГМЧ ДонФ), капитан Смирнов Николай Александрович (с 7.1942, в 8.1943 — ПНШ БрянФ), майор Большаков Я. М. (с 10.1942 — НШ 305 ГМПм); пнш майор Бодуновский Павел Яковлевич (с 15.06.1942 по 25.12.1942, затем ком-р парк. д-на 16 ГМБр); члены ВС ОГ ЧГВ ЗакФ: полковой комиссар Дрожжин Сергей Алексеевич (9.1942), Каганович Л., Корниец Л., п-к Ломаковский Иван Никифорович (2.1943); | ЧГВ СКФ / ЗакФ сформирована 4.09.1942 путем преобразования Северо-Кавказского фронта (1-е формирование), а ГМЧ ЧГВ СКФ сформированы путем переименования ОГ ГМЧ ЮжнФ (1-го фор.), а затем с 5.02.1943 вошла в состав ЗакФ (до марта 1943); 903 П/п; Состав: 2,4 оггминд,14, 48, 58,101 огмд, 8, 25, 43, 49, 59, 67, 305 ГМП(м); Начальник 2-го отделения ОГ ГМЧ ЧГВ ЗакФ майор Евсюков Иван Андреевич (7.1942); |
| Оперативная группа гвардейских миномётных частей Донского фронта                                                            | Нач. ОГ ГМЧ ДонФ полковник / генерал-майор арт. Шамшин Иван Андреевич (с 9.1942, затем Нач. ОГ ГМЧ ЦенФ); нач. штаба ОГ ГМЧ подполковник Русанов Владимир Васильевич (с 9.1942); ст. пнш — майор Карандашев Василий Петрович (с 9.1942, затем — ст. пнш ЦенФ); член ВС полковник Жуков Федор Никифорович (с 9.1942, затем ком-р 4 ГМД); | Фронт сформирован 30.09.1942 путем переименования Сталинградского фронта, 15.02.1943 переименован в Центральный фронт; Ком-р 1-й АОГ ГМЧ СталФ / ДонФ Герой Советского Союза полковник Карсанов К. Д. ((1-й гв. А) 10.1942), подполковник Терешенок Фома Фомич (1.1943) (п/п Юфа, Тихонов); нач.штаба капитан / майор Соклаков Николай Васильевич (с 9.1942, затем нш 1-й АОГ ГМЧ ЦенрФ), майор Бирюков Григорий Федорович ((1-й гв. А) 10.1942, с 9.1943 — НШ 7 ГМД); ст. ПНШ капитан Усиков Серофим Федосеевич (с 12.1942, быв. ком-р 316 огмд, затем ст. ПНШ АОГ ГМЧ ВорФ); 2-й АОГ ГМЧ ДонФ подполковник Фанталов Геннадий Михайлович (с 10.1942); ст. пнш майор Львов Павел Иосифович (с 8.1942, с 6.1944 — замком 10 ГМП); нач. штаба капитан Роганин Василий Петрович (1.1943, в 1944 — замком 92 ГМП); пнш 2-й АОГ ГМЧ при 66 А ст. л-т Варенко Май Александрович (с 8.1942, затем ком-р 3-го д-на 16 ГМБр), ст. пнш ст. л-т Гладков Ф. А. (1.1943, затем ком-р д-на 6 ГМП); нач. 2-го отд. штаба ОГ ГМЧ майор Петров Антон Григорьевич (1943); 3-й АОГ ГМЧ ДонФ (24 А) — п/п Еременко (10.1942), (п/п Катков, Линенко); Состав: 2, 3 ГМД,17,18, 2, 3 ТГМБр: 68, 309, 535 огмдн, 5, 21, 3, 48, 56, 57, 72, 79, 84, 86, 88, 90, 91, 93, 94, 313 ГМП, 1, 2 ГТМП — подполковник Жежерук Николай Степанович (1942); |
| Оперативная группа гвардейских миномётных частей Центрального фронта                                                        | Нач. ОГ ГМЧ ЦентрФ генерал-майор арт. Шамшин Иван Андреевич (с 2.1943, затем Нач. ОГ ГМЧ БелФ); нач.штаба ОГ ГМЧ подполковник / полковник Русанов Владимир Васильевич (с 2.1943); член ВС полковник Жуков Ф. Н. (с 2.1943), подполковник Балюк Марк Николаевич; | Фронт сформирован 15.02.1943 на базе Донского фронта, 20.10.1943 переименован в Белорусский фронт; Состав (сен.1943): 1-я АОГ ГМЧ ЦентФ — подполковник Фанталов Геннадий Михайлович (в 8.1943 — 2-м АОГ ГМЧ), подполковник Терешонок Ф. Ф. (с 1.1943, с 11.1943 — АОГ ГМЧ 1-го УкрФ); 2-я АОГ ГМЧ ЦентФ — полковник Фанталов Г. М. (с фев. 1943, с 9.08.1943 — ком-р 5 ГМД), подполковник Цыганов Иван Федорович (с 15.08.1943); зам.нач.2-й АОГ ГМЧ майор Павлов Николай Александрович (1.1943, с 7.1943 — ком-р 65 ГМП); нач.штаба 1-й АОГ ГМЧ капитан Соклаков Николай Васильевич (1943, затем — нш 1 АОГ ГМЧ 1 УкрФ); нач.штаба 2-й АОГ ГМЧ майор Роганин Василий Петрович (2.1943); пнш 2-й АОГ капитан Аверьянов Гавриил Павлович (2.1943); Нач. АОГ ГМЧ 66 А ЦФ — ком-р 56 ГМП майор Шаповалов (1.1943); Состав: 3 ТГМБр,17 ГМБр,18 ГМБр, 2 ГМД, 5 ГМД, 68, 309, 535 огмдн; 5, 6, 37, 56, 65,72, 84. 86, 89, 92, 94, 98, 310, 311, 313, 324 ГМП; |
| Оперативная группа гвардейских миномётных частей Степного фронта                                                            | Начальник ОГ ГМЧ СФ полковник Фирсов Евгений Александрович (с 9.08.1943, затем Нач. ОГ ГМЧ 2 УкрФ), (полковник Шмаков Владимир Алексеевич); Член ВС полковник Володченков Роман Ионович; нач.штаба ОГ ГМЧ СтепФ майор Петренко Виктор Николаевич (с 3.1943, затем НШ 2 УкрФ); нач.опер.отд. ОГ ГМЧ СФ капитан Ковалев Петр Изотович (с мая 1943, с 10.1943 — НШ 315 ГМП); пом.нач. опер. отд. ОГ ГМЧ СФ капитан Кукушкин Павел Васильевич (8.1943, затем ком-р 35 огмдн); ст. инсп. ОГ ГМЧ СтепФ — Кислый Игорь Антонович (1943, с 9.1944 — ком-р 17 ГМП); | Фронт создан 9.07.1943 путем переименования Степного военного округа; 20.10.1943 — переименован во 2-й Украинский фронт; Нач-к АОГ ГМЧ при 69 А СтепФ майор Кислый Игорь Антонович (июль — август 1943, одновременно — ст. инспектор ОГ ГМЧ СтепФ); Нач-к АОГ ГМЧ 5 ГТА полковник Панов (11.1943); (Нач. АОГ ГМЧ м-р Лупанов — ?); Состав: 11 огмд, 308 ГМП; |
| Оперативная группа гвардейских миномётных частей Воронежского фронта / 1-го Украинского фронта                              | Начальник ОГ ГМЧ ВорФ / 1 УкрФ полковник Вознюк Василий Иванович (с 7 до 11.1942, затем переведен Нач. ОГ ГМЧ ЮЗФ (2-е фор.), полковник / генерал-майор / генерал-лейтенант артиллерии Яровой Алексей Поликарпович (с 12.1942, с 9.1944 — зам. ком. арт. по ГМЧ 1 УкрФ); нач.штаба ОГ ГМЧ подполковник / полковник Матыгин Дмитрий Евдокимович (с 7.1942, с 8.1944 — ком-й Уч. лагерем ГМЧ); ст.пом. опер.отд штаба майор Хотинский Михаил Михайлович (2.1943, в 7-8.1943 — ст. инс-р и рук. АОГ 69 А, с 1.1944 — НШ 314 ГМП); член ВС ст. бат. комиссар / полковник Струков Григорий Петрович (с 1942); ст. пом. нач. 1-го отд. ОГ ГМЧ ВорФ майор Кутанин Сергей Алексеевич (1942, с 11.1942 — ком-р 304 ГМП), капитан Низков Алексей Михайлович (7.1942, с 11.1942 — ст. ПНШ ОГ ГМЧ ЮЗФ); нач. 2-го отд. ОГ ГМЧ майор Горин Василий Петрович (1944); | Воронежский фронт образован 7.07.1942 из части войск Брянского фронта оборонявших район Воронежа, 20.10.1943 — Воронежский фронт был переименован в 1-й Украинский фронт; Нач.1-й Арм. ОГ ГМЧ (6 гв. А) подполковник / полковник Терешенок Фома Фомич (с 7.1943, с 8.1944 — замком арт. по ГМЧ 60 А), майор Беднарчук Николай Андреевич (1943); ст. ПНШ АОГ ГМЧ (6 гв. А) ВорФ майор Усиков Серафим Федосеевич (с 7.1943, с 12.1944 — замком 66 ГМП); Нач-к АОГ ГМЧ ВорФ / 1 УкрФ (38 А) Герой Советского Союза (9.02.1944) полковник Юфа Иосиф Семёнович (7.1943, с 8.1943 — нач-к 2-й АОГ, затем зам.нач. штаба арт. по ГМЧ 1 УкрФ); нач.штаба (1-й АОГ) майор Беднарчук Николай Андреевич (с 2 по 7.1943 — тяж. ранен), капитан / майор Соклаков Николай Васильевич (до мая 1944, затем к-р 65 ГМП), нач.штаба 1-й АОГ ГМЧ майор / подполковник Васильев Петр Дмитриевич (с 5.1944, с 1.1943 — пнш ОГ ГМЧ ВорФ, с 8.1944 — нач. по исп. ГМЧ 60 А); нач.штаба подгруппы РС-40 майор Лупанов Михаил Антонович (одновременно НШ 45ГМП); Нач. 2-й АОГ ГМЧ 1 УкрФ полковник Тихонов Ефим Георгиевич (с 7.1944, затем замком арт. по ГМЧ 13 А); ком-р АОГ ГМЧ 69 А (441 огмд, 309, 315 ГМП, затем — 409 огмд, 76, 80 ГМП) — майор Хотинский М. М. (7- 8.1943); командир группы д-нов М-30 (60 А) — майор Кутанин Сергей Алексеевич (8.1942) и одновременно ПНШ ОГ ГМЧ); Состав: 1-я АОГ ГМЧ: 307,405 огмдн, 5, 36, 45, 75, 79, 88, 96, 314 и 316 ГМП-(с 28.03.1943 по 23.12.1943); 2-я АОГ ГМЧ: 308, 334 огмдн , 8, 16, 17, 21, 23, 66, 47, 83, 315 ГМП, 3 ГМД (15,18,19 ГМБр); |
| Оперативная группа гвардейских миномётных частей 2-го Украинского фронта                                                    | Нач. ОГ ГМЧ 2 УкрФ полковник Фирсов Евгений Александрович (умер от ран — 5.02.1944), полковник / генерал-майор Шмаков Владимир Алексеевич (с 2.1944, затем зам.ком.арт.по ГМЧ 2 УкрФ (с 8.1944), в 8.1945 — замком арт. по ГМЧ ЗабФ); нач.штаба ОГ ГМЧ 2 УкрФ подполковник Петренко Виктор Николаевич (в 8.1944 — Нач. АОГ ГМЧ 52 А); член ВС группы полковник Володченков Роман Ионович; | Фронт создан путем переименования Степного фронта 20.10.1943; ОГ ГМЧ 2-го УкрФ расформирована 31.08.1944 — Приказ НКО от 2.08.1944; Начальник Армейской ОГ ГМЧ 40 А 2 УкрФ полковник Терешенок Фома Фомич (2.1944, с 8.1944 — замком арт. по ГМЧ 60 А); (м. Лупанов, п/п Панов). Начальник 2-й АОГ ГМЧ 2 УкрФ подполковник Цыганов Иван Федорович (7.1944, затем зам.ком. арт. по ГМЧ 27 А ЮГВ); нач.штаба 2-й УФ (врид) капитан Грязнов Алексей Викторович (8.1944); (2 АОГ п/п Фанталов); Состав (1944): 26, 47, 77, 84, 89, 309, 313, 328 ГМП, 4 ГМБр, 6 ГМД, 442 огмд — (к-р м. Подшивалов Иван Васильевич; зам Данейко Павел Прокофьевич (1945)); |
| Оперативная группа гвардейских миномётных частей 3-го Украинского фронта                                                    | Начальник ОГ ГМЧ 3 УкрФ генерал-лейтенант артиллерии Вознюк Василий Иванович (затем замком УКАРТ по ГМЧ 3 УкрФ); Нач.штаба ОГ ГМЧ 3 УкрФ полковник Московцев Александр Алексеевич; член ВС ОГ ГМЧ 3 УкрФ полковник Порошин Василий Петрович; | Фронт сформирован 20.10.1943 путем переименования Юго-Западного фронта; ОГ ГМЧ 3 УкрФ расформирована 31.08.1944 (Приказ НКО от 2.08.1944); Состав: 129 огмд, 45, 58, 61, 87 ГМП; Начальник АОГ ГМЧ при 46 А 3 УкрФ подполковник Линенко Василий Захарович (1944, затем замком арт 46 А по ГМЧ); Начальник АОГ ГМЧ 8 гв. А, 37 А 3 УкрФ полковник Панов Максим Петрович (с 20.10.1943, в 4.1944 — нач. АОГ при 46 А); Начальник АОГ ГМЧ 3 гв. А ЮЗФ / 3 УкрФ полковник Кондратенко Семен Тимофеевич (с 6 — 12.1943); Нач. штаба АОГ 3 гв. А ЮЗФ / 3 УкрФ майор Низков А. М. (с 9.1943, в 5.1944 — Нач. АОГ ГМЧ при 5 Уд. А 3 УкрФ, затем ком-р 58 ГМП); пнш АОГ (при 8 гв. А) капитан Сталин Март Александрович (3.1944, с 8.1944 — ком-р 1-го д-на 87 ГМП); ст пнш АОГ при 46 А майор Косоруков Клавдий Яковлевич (с 31.12.1943, с 9.1944 — замком 75 ГМП); Нач-к АОГ ГМЧ 8 гв. А (2.1944) / подвижной группы ГМЧ 4 гв. ККК (4.1944) 3 УкрФ подполковник / полковник Катков Дмитрий Иванович (с 9.1943 до 8.1944, затем ком-р 28 ГМБр); пом. нач. майор Климов Анатолий Тимофеевич (2 — 4.1944, одновременно замком 45 ГМП); |
| Оперативная группа гвардейских миномётных частей 4-го Украинского фронта                                                    | Нач. ОГ ГМЧ 4 УкрФ генерал-майор арт. Тверецкий Александр Фёдорович (до 8.1944, затем — замком по ГМЧ 4 УкрФ, с 3.1945 — ком-р 29 ГМБр); Нач.штаба ОГ ГМЧ 4 УкрФ полковник Плешаков Павел Тимофеевич (с 10.1943, с 8.1944 — зам. НШ УКАРТ по ГМЧ 4 УкрФ); член ВС полковник Козинов Дмитрий Иванович; Нач.штаба ОГ ГМЧ ОПА 4 УкрФ полковник Захаров Дмитрий Прокофьевич (до 4.1944, затем Нач.штаба 2 БелФ); нач.опер.отд ОГ ГМЧ ОПА 4 УкрФ подполковник Трофимов Константин Дмитриевич (4.1944); нач. 1-го опер. отд. штаба ОГ ГМЧ майор Хейнсон Михаил Исакович (1944); | Фронт создан 20.10.1943 путем переименования Южного фронта, расформирован 31.05.1944, вновь создан 6.08.1944; ОГ ГМЧ 4 УкрФ — расформирована — 31.08.1944; Состав (на 1944): 2, 3 оггмдн, 2, 4, 8, 19, 21, 23, 44, 49, 50, 57, 64, 67 ГМП, 1, 13, 30, 31 ГМБр, 4 ГМД; Нач-к 1-й АОГ ГМЧ 4 УкрФ полковник Василевич Роман Романович (затем ком-р 39 ГМБр); нач.штаба АОГ ГМЧ майор Червяцов Николай Иванович (с 1944, в 1945 — НШ 85 ГМП); Нач-к АОГ ГМЧ 4 УкрФ подполковник Рышкевич Иван Иванович (затем ком-р 2-го ГМП); |
| Оперативная группа гвардейских миномётных частей Белорусского фронта                                                        | Нач. ОГ ГМЧ БелФ генерал-майор артиллерии Шамшин Иван Андреевич (с 10.1943); нач.штаба ОГ ГМЧ БелФ полковник Русанов Владимир Васильевич; член ВС подполковник Балюк Марк Николаевич (1943); | Фронт сформирован 20.10.1943 путем переименования Центрального фронта, (20.10.1943 — 24.02.1944) — переименован в 1-й БелФ; 1-я АОГ ГМЧ БелФ — подполковник Фанталов Геннадий Михайлович (с 9.1943 — ком-р 5 ГМД); 2-я АОГ ГМЧ БелФ — подполковник Цыганов Иван Федорович (с 20.10.1943, затем Нач. 2-й АОГ ГМЧ 2 УкрФ); Состав: 286 огмдн, 6,7,10,37,56,84,92,94,311,313 ГМП, 16, 22, 23 ГМБр; |
| Оперативная группа гвардейских миномётных частей 1-го Белорусского фронта                                                   | Нач. ОГ ГМЧ 1 БелФ генерал-майор артиллерии Шамшин Иван Андреевич (с 2.1944, со 2.08.1944 — зам.ком.артиллерии по ГМЧ 1 БФ (генерал-лейтенант)); замнач ОГ ГМЧ по с/ч полковник Коваленко Николай Иванович (с 4.1944, затем замком арт 47 Уд А); Нач.штаба ОГ ГМЧ 1 БелФ полковник Русанов Владимир Васильевич (1944, с 12.1944 — ком-р 22 ГМБр); нач. опер. отд. ОГ ГМЧ 1БФ — майор Васендин Николай Степанович (7.1944); пнш Дризо Абрам Михайлович (1944, затем ком-р 2-го д-на 92 ГМП); член ВС ОГ полковник Балюк Марк Николаевич (4.1944); ст. инсп. майор Токмаков А. И. (с 5.1944, затем — замком 25 ГМБр); | Фронт сформирован 24.02.1944 — 5.04.1944 и вновь с 16.04.1944 путем переименования Белорусского фронта; ОГ ГМЧ расформирована — 31.08.1944 (Приказ НКО СССР от 2.08.1944); Состав: 6, 37, 43, 56, 62,75,79, 84, 92, 94, 303, 311, 313, 316 гмп — (с 12.04.1944 по 9.05.1945), 2,5 ГМД,16, 17, 20, 22, 23, 26 ГМБр (20.04.1944); Начальник группы ГМЧ 65 А полковник Фанталов Г. М. (одновременно ком-р 5 ГМД): 43, 92, 311 ГМП, 22, 23 ГМБр (с 16.06.1944); |
| Оперативная группа гвардейских миномётных частей 2-го Белорусского фронта                                                   | Нач. ОГ ГМЧ 2 БелФ Герой Советского Союза гв. генерал-майор арт.Ниловский Сергей Фёдорович (с 24.02.1944 до 7.1944, затем Нач. ОГ ГМЧ 3 БелФ), генерал-майор / генерал-лейтенант артиллерии Дегтярёв Михаил Иванович (с 7.1944, в 1945 — замком арт. по ГМЧ 2 БелФ); Член ВС ОГ ГМЧ 2 БФ гв. полковник / генерал-майор Шумилин Евгений Федорович, (п. Должиков); Нач.штаба ОГ подполковник / полковник Захаров Дмитрий Прокофьевич (с 5.1944 до 10.07,1944, затем — замком арт. по ГМЧ 49 А, в 9.1945 — замком по ГМЧ УКАРТ), подполковник Трофимов Константин Дмитриевич (с 7.1944, затем нач. отд. по исп. ГМЧ 2 БелФ); нач.опер.отд.штаба майор Павленко Иван Кондратьевич (с 7.1944); пноош капитан Маракулин Алексей Константинович (1944); | Фронт сформирован 24.02.1944 — 5.04.1944 — 1-е формирование; 2-е формирование — с 24.04.1944; ОГ ГМЧ 2 БелФ — расформирована 31.08.1944 — Приказ НКО от 2.08.1944; Состав: 42,43,77,89,95,269,307,325 ГМП, 4 ГМБр; |
| Оперативная группа гвардейских миномётных частей 3-го Белорусского фронта                                                   | Нач. ОГ ГМЧ 3 БелФ Герой Советского Союза генерал-лейтенант артиллерии Ниловский Сергей Фёдорович (с 7.1944, в 11.1944 — зам.ком арт. 3 БелФ по ГМЧ); зам.нач.по с/ч полковник Виниченко Степан Иванович (погиб — 4.07.1944); Нач.штаба ОГ ГМЧ 3 БелФ полковник Чиликин Николай Дмитриевич (с 24.04.1944, затем зам НШ арт. по ГМЧ 3 БелФ); нач. опер. отд. майор / подполковник Шлыков Николай Максимович (1944, затем — замком арт. по ГМЧ 28 А); зам.полит.нач. ОГ ГМЧ 3 БелФ полковник Чертов Николай Данилович; зам.нач. по снаб. подполковник Кульков Николай Андреевич; | Фронт сформирован путем переименования Западного фронта 24.04.1944; ОГ ГМЧ 3 БелФ расформирована 31.08.1944 — Приказ НКО от 2.08.1944; Нач-к 2-й АОГ ГМЧ 3 БелФ полковник Мартынов Григорий Иванович (до авг. 1944, затем зам.ком.арт. по ГМЧ 11 гв. А); нач. штаба майор Присяжнюк Леонид Семенович (1944, в 1945 — НШ 11 ГМБр); Состав: 42, 307 ГМП; |
| Оперативная группа гвардейских миномётных частей Прибалтийского фронта                                                      | Начальник ОГ ГМЧ ПрибФ генерал-лейтенант Нестеренко Алексей Иванович (10.1943, затем — нач-к ОГ ГМЧ 2 ПрибФ); | Сформирован из Брянского фронта (3-го формирования) с 10.10.1943 по 20.10.1943 — переименован во 2-й Прибалтийский фронт; |
| Оперативная группа гвардейских миномётных частей 1-го Прибалтийского фронта                                                 | Нач. ОГ ГМЧ 1 ПрибФ генерал-майор артиллерии Кулешов Павел Николаевич (2.1943, затем зам НШ арт. КА по ГМЧ), генерал-майор артиллерии Сибирцев Виталий Дмитриевич (с 20.10.1943 — убит 15.12.1943), генерал-майор / генерал-лейтенант артиллерии Бажанов Юрий Павлович (3 — 8.1943 и в 1944); зам.нач. ОГ ППФ по с/ч подполковник Дорохов Степан Дмитриевич (с 2.1944, затем замком по ГМЧ 6 гв. А); нач.штаба ОГ ГМЧ 1 ПрибФ полковник Вожжов Евгений Никитович (затем нач.отд. арт. по ГМЧ 1 ПрибФ, в 4.1945 — зам.ком по ГМЧ Земландской группы войск); нач. опер. отд. майор Козлов Анатолий Сергеевич (6.1944, в 4.1945 — ст.пом.нач. по ГМЧ Зем. Группы Войск); член ВС ОГ ГМЧ ППФ полковник Киселев Александр Куприянович (погиб 7.08.1944); замнач по снаб. инж.-майор Белецкий Максим Лаврентьевич (1944); | Фронт сформирован 20.10.1943 путем переименования Калининского фронта; Нач-к Арм. ОГ ГМЧ ППФ подполковник / полковник Бегосинский Михаил Михайлович (8.1944), подполковник Дорохов Степан Дмитриевич (12.1943, затем зам. нач. ОГ ППФ); Нач. штаба АОГ ГМЧ 1 ПрибФ майор Мартышко Яков Иванович (с 6.1943, затем нач. опер. исп. ГМЧ 4 Уд. А); Нач. АОГ ГМЧ 1-го ПрибФ майор Лебедев Василий Николаевич (с 11.12.1943, одновременно врид ком-р 24 ГМП); Состав: 2, 22, 24, 26, 34, 39, 49, 93, 99, 310 ГМП, 3,17, 20, 26 ГМБр; |
| Оперативная группа гвардейских миномётных частей 2-го Прибалтийского фронта                                                 | Нач. ОГ ГМЧ 2 ПрибФ генерал-лейтенант артиллерии Нестеренко Алексей Иванович (с 20.10.1943, с 9.1944 — замком арт. по ГМЧ ЛенФ); член ВС ГМЧ полковник Ломаковский Иван Никифорович (2.1944); Зам.нач. ОГ ГМЧ полковник Кочетков Яков Артемьевич (1943, в 1945 — замком арт 10 гв. А по ГМЧ); Нач.штаба ОГ ГМЧ подполковник Задорин Виталий Иванович (с 7.1944 — ком-р 90 ГМП); зам.нач. по снаб. полковник Евсюков И. А. (1944); | Фронт создан 20.10.1943 путем переименования Прибалтийского фронта; 903 П/П / ВПС — ст. л-т Украинцев Андрей Яковлевич (с 8.1944 — нач-к ВПС 21 ГМБр); Состав: 26,27,40,42.60,70,72,85,90 ГМП, 14,21 ГМБр; Нач.штаба АОГ ГМЧ 4 Уд. А 2 ПрибФ майор Галихайдаров Байзави Загирович (с 24.07. по 6.08.1944); Нач-к 3-й АОГ ГМЧ полковник Шубный Максим Ефремович (2.1944, в 1945 — ком-р 37 ГМБр); нач.штаба АОГ ГМЧ 2 ПрибФ майор Тюлин Георгий Александрович (с 10.1943); |
| Оперативная группа гвардейских миномётных частей 3-го Прибалтийского фронта                                                 | Нач. ОГ ГМЧ 3 ПрибФ полковник Радченко Иван Никифорович (1944); нач.штаба ОГ ГМЧ 3 ПрибФ полковник Фомин Николай Алексеевич (8.08.1944 — погиб в автокатастрофе), майор Швецов Александр Иванович (с 8.1944); нач.опер.отд.штаба ОГ ГМЧ 3ПБФ майор Швецов Александр Иванович (с 8.1944 — НШ ОГ ГМЧ 3 ПБФ); пнш капитан Дуванков Николай Георгиевич (1944, затем в 28 ГМП); замполит полковник Должиков (1944); | Фронт сформирован 21.04.1944 из Ленинградского фронта, расформирован 16.10.1944; Состав: 28,319,320,321 ГМП; |